# Международная ассоциация аналитической психологии
Международная ассоциация аналитической психологии (англ. International Association for Analytical Psychology, IAAP) — международная профессиональная ассоциация, объединяющая специалистов в области аналитической психологии в традициях К. Г. Юнга. Ассоциация базируется в Цюрихе, основана в 1955 году. Она объединяет участников из 28 стран.
Главные цели IAAP — распространять идеи и практику аналитической психологии во всем мире, а также задавать универсальные высокие профессиональные, научные и этические стандарты в сообществе специалистов через их установление в процессе обучения и практики аналитических психологов - участников национальных групп.